# Список птиц, занесённых в Красную книгу Чувашской Республики

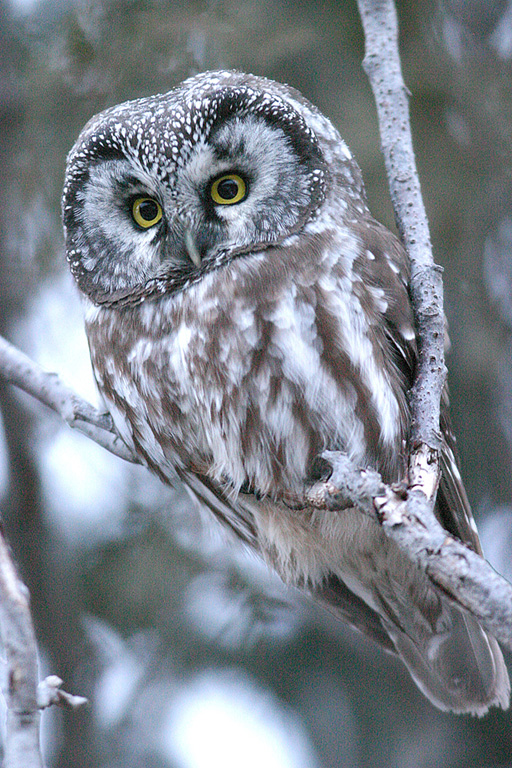
Мохноногий сыч

Список птиц, занесённых в Красную книгу Чувашской Республики — список видов птиц, включённых в Красную книгу Чувашской Республики (2011).

## Список видов
Для каждого вида указано русское, латинское и чувашское название, а также охранный статус. Звёздочка после чувашского названия означает включение в Красную книгу России (2001).

### ОтрядГагарообразные— Gaviiformes
- Семейство Гагаровые — Gaviidae
  - 1. Гагара чернозобая — Gavia arctica (Linnaeus, 1758) — Хура пĕсехеллĕ гагара* I

### ОтрядПоганкообразные— Podicipediformes
- Семейство Поганковые — Podicipedidae
  - 2. Поганка большая (= Чомга) — Podiceps cristatus (Linnaeus, 1758) — Тĕпеклĕ чăмкăç (= Пысăк пакăç кăвакал; Чăмăш — по Ашмарину, 1941) III

### ОтрядАистообразные— Ciconiiformes
- Семейство Цаплевые — Ardeidae
  - 3. Выпь большая — Botaurus stellaris (Linnaeus, 1758) — Пысăк чăмăш (= Шур вăкăрĕ) III
  - 4. Выпь малая (= Волчок) — Ixobrychus minutus (Linnaeus, 1766) — Пĕчĕк чăмăш (= Пĕчĕк шур вăкăрĕ) IV
- Семейство Аистовые — Ciconiidae
  - 5. Аист чёрный — Ciconia nigra (Linnaeus, 1758) — Хура аист (= Хура шапа тарçи)* 0

### Отряд Гусеобразные — Anseriformes
- Семейство Утиные — Anatidae
  - 6. Гусь серый — Anser anser (Linnaeus, 1758) — Сăрă хур I
  - 7. Казарка краснозобая — Branta ruficollis (Pallas, 1769) — Хĕрлĕ пĕсехеллĕ казарка* I
  - 8. Лебедь-кликун — Сygnus cygnus (Linnaeus, 1758) — Шурă акăш (= Йыхравçă акăш; Хуракăш, Хоракăш, Хораккăш, Хур кайăк акăшĕ — по Ашмарину, 1941) IV
  - 9. Лебедь-шипун — Сygnus olor (J.F. Gmelin, 1789) — Кăнтăр акăшĕ (= Чашкăравçă акăш) II
  - 10. Пискулька — Anser erythropus (Linnaeus, 1758) — Пĕчĕк хур (= Нăйкăш хур)* I

### ОтрядСоколообразные— Falconiformes
- Семейство Скопиные — Pandionidae
  - 11. Скопа — Pandion haliaetus (Linnaeus, 1758) — Пулă хурчки* I
- Семейство Ястребиные — Accipitridae
  - 12. Беркут — Aquila chrysaetos (Linnaeus, 1758) — Пĕркĕт (= Караппăл, Карапăл, Караппăл, Караплу, Караплă, Караппул, Карапуллă, Караптал, Караптол, Караптăл, Çăм-кайак, Çăм-кайакĕ, Карай, Хĕрен)* I
  - 13. Змееяд — Circaetus gallicus (J.F. Gmelin, 1788) — Çĕлен хурчки (= Карачун)* I
  - 14. Лунь полевой — Circus cyaneus (Linnaeus, 1766) — Кăвак хăлат (= Уй хăлачĕ) II
  - 15. Лунь степной — Circus macrourus (S.G. Gmelin, 1771) — Хир хăлачĕ (= Хирхи)* II
  - 16. Могильник — Aquila heliaca Savigny, 1809 — Патша ăмăрт кайăкĕ (= Масар ăмăрт кайăкĕ)* I
  - 17. Орёл-карлик — Hieraaetus pennatus (J.F. Gmelin, 1788) — Пĕчĕк ăмăрт кайăк II
  - 18. Орлан-белохвост — Haliaeetus albicilla (Linnaeus, I758) — Шурă хÿреллĕ ăмăрт кайăк (= Шурă хÿреллĕ тинĕс ăмăрт кайăкĕ, Шурă кутлă тинĕс ăмăрт кайăкĕ, Шор кутлă корапльă, Мăн-кайăк)* I
  - 19. Осоед обыкновенный — Pernis apivorus (Linnaeus, 1758) — Сăпса хурчки III
  - 20. Подорлик большой — Aquila clanga Pallas, 1811 — Кăшкăракан ăмăрт кайăк (= Пăнчăллă ăмăрт кайăк)* I
- Семейство Соколиные — Falconidae
  - 21. Балобан — Falco cherrug J.E. Gray, I834 — Этелĕк* 0
  - 22. Дербник — Falco columbarius Linnaeus, I758 — Кăвакарчăнла кăйкăр (= Якăлпай) I
  - 23. Кобчик — Falco vespertinus Linnaeus, I766 — Хĕрхи (= Çерçи хурчки, Хĕрхÿ) I
  - 24. Сапсан — Falco peregrinus Tunstall, I77I — Сапсан (= Ахаль кăйкăр)* I

### ОтрядЖуравлеобразные— Gruiformes
- Семейство Журавлиные — Gruidae
  - 25. Журавль серый — Grus grus (Linnaeus, I758) — Сăрã тăрна (= Тăрна, Тĕрне — по Ашмарину) II
- Семейство Пастушковые — Rallidae
  - 26. Пастушок водяной — Rallus aquaticus Linnaeus, I758 — Ахаль шыв автанĕ I
  - 27. Погоныш малый — Porzana parva (Scopoli, I769) — Пĕчĕк шыв автанĕ II

### ОтрядРжанкообразные— Charadriiformes
- Семейство Шилоклювковые — Recurvirostridae
  - 28. Кулик-сорока — Haematopus ostralegus Linnaeus, I758 — Пăра сăмса (= Шыв чакакĕ)*Примечание: в Красную книгу Российской Федерации (2001) включён материковый подвид Haematopus ostralegus longipes Buturlin, I9I0 III
  - 29. Ходулочник — Himanotopus himanotopus (Linnaeus, I758) — Тăрнакай* II
- Семейство Бекасовые — Scolopacidae
  - 30. Веретенник большой — Limosa limosa (Linnaeus, I758) — Пысăк вервертекен (= Шулли — по Ашмарину, 1950) II
  - 31. Гаршнеп — Lymnocryptes minimus (Brünnich, I764) — Пĕчĕк шур таки II
  - 32. Дупель — Gallinago media (Latham, I787) — Вĕтел, Вăрман кăвакалĕ (= Туппăль — по Ашмарину, 1937; Шыв вăкăри, Шыв вăкăрĕ, Шыв вăкри — по Ашмарину, 1950) IV
  - 33. Кроншнеп большой — Numenius arquata (Linnaeus, I758) — Пысăк пĕкĕ сăмса* I
  - 34. Поручейник — Tringa stagnatilis (Bechstein, I803) -Вăрăм ураллă шули II
  - 35. Улит большой — Tringa nebularia (Gunnerus, I767) — Симĕс ура III
- Семейство Чайковые — Laridae
  - 36. Клуша — Larus fuscus Linnaeus, I758 IV
  - 37. Крачка малая — Sterna albifrons Pallas, I764 — Пĕчĕк шыв чĕкеçĕ (= Пĕчĕк крачка)* III
  - 38. Крачка чёрная — Chlidonias niger (Linnaeus, I758) — Хура шыв чĕкеçĕ (= Хура крачка) III
  - 39. Хохотун черноголовый — Larus ichthyaetus Pallas, I774* IV
  - 40. Чайка малая — Larus minutus Pallas, I776 — Пĕчĕк чарлăк II

### ОтрядГолубеобразные— Columbiformes
- Семейство Голубиные — Columbidae
  - 41. Горлица кольчатая — Streptopelia decaocto (Frivaldszky, I838) — Ункăллă кулюкка (= Мăйкăчлă кулюкка) IV
  - 42. Горлица обыкновенная — Streptopelia turtur (Linnaeus, I758) — Пĕчĕк вăрман кăвакарчăнĕ (= Пĕчĕк ула тăпа, Пĕчĕк улаппа, Кĕçĕн-олап, Ахаль кулюкка) II
  - 43. Клинтух — Columba oenas Linnaeus, I758 — Ултек (= Ÿлтĕк, Оляпа, Вăтам вăрман кăвакарчăнĕ, Вăтам ула тăпа, Вăтам улаппа) II

### ОтрядКукушкообразные— Cuculiformes
- Семейство Кукушковые — Cuculidae
  - 44. Кукушка глухая — Сuculus optatus Gould, I845 — Тухăç куккукĕ (= Илтмен куккук) II

### ОтрядСовообразные— Strigiformes
- Семейство Совиные — Strigidae
  - 45. Неясыть бородатая — Strix nebulosa Forster, I772 — Сухаллă тăмана I
  - 46. Неясыть серая — Strix aluco Linnaeus, I758 — Вăрман тăмани (= Сăрă тăмана) III
  - 47. Сова белая (= Сова полярная) — Nyctea scandiaca (Linnaeus, I758) — Шурă тăмана (= Шур тăмана, Шор тăмана, Поляр тăмани) III
  - 48. Сова ястребиная — Surnia ulula (Linnaeus, I758) — Хурчкаллă тăмана I
  - 49. Сплюшка — Otus scops (Linnaeus, I758) — Пĕчĕк тăмана I
  - 50. Сыч домовой — Athene noctua (Scopoli, I769) — Кил-çурт тăмани I
  - 51. Сыч мохноногий — Aegolius funereus (Linnaeus, I758) — Тĕклĕ ураллă тăмана II
  - 52. Сычик воробьиный — Glaucidium passerinum (Linnaeus, I758) — Çерçи тăмани (= Варапи тăмани — по Ашмарину, 1930; Сала-кайăк тăмани — по Ашмарину, 1936) II
  - 53. Филин — Bubo bubo (Linnaeus, I758) — Ÿхĕ (= Ÿкĕ, Ÿккĕ, Ÿнкĕ, Ÿх, Кушак пуçлă тăмана, Тĕклĕ уралă тăмана, Йÿкĕ, Йÿкке, Йÿккĕн, Пысăк тăмана)* I

### ОтрядРакшеобразные– Coraciiformes
- Семейство Сизоворонковые – Coraciidae
  - 54. Сизоворонка – Coracias garrulus Linnaeus, I758 – Кăвак курак (= Кашкачапчам – по Ашмарину, 1934 а; Кăвак кайăк – по Ашмарину, 1934 б) I
- Семейство Зимородковые – Alcedinidae
  - 55. Зимородок обыкновенный – Alcedo atthis (Linnaeus, I758) – Сенкер пулăç кайăк (= Сенкер пулăç-кайăк, Хĕл чĕппи; Кăрлăк – по Ашмарину, 1934) III
- Семейство Щурковые – Meropidae
  - 56. Щурка золотистая – Merops apiaster Linnaeus, I758 – Сăпсаçиен (= Ылтăн щурка) II

### ОтрядУдодообразные– Upupiformes
- Семейство Удодовые – Upupidae
  - 57. Удод – Upupa epops Linnaeus, I758 – Хыркук II

### ОтрядДятлообразные— Piciformes
- Семейство Дятловые — Picidae
  - 58. Дятел трёхпалый — Picoides tridactylus (Linnaeus, I758) — Виç пÿрнеллĕ ула такка (= Виç пÿрнеллĕ улатакка, Виç чĕрнеллĕ ула такка) I
  - 59. Дятел чёрный (= Желна) — Dryocopus martius (Linnaeus, I758) — Хура ула такка (= Тăхран, Хора тăхран, Хура кайăк, Хора катка — по Ашмарину, 1941) II

### ОтрядВоробьинообразные— Passeriformes
- Семейство Жаворонковые — Alaudidae
  - 60. Жаворонок малый — Calandrella brachydactyla (Leisler, I8I4) IV
  - 61. Жаворонок лесной (= Юла) — Lullula arborea (Linnaeus, I758) — Вăрман тăрийĕ II
- Семейство Сорокопутовые — Laniidae
  - 62. Сорокопут серый — Lanius excubitor Linnaeus, I758 — Пысăк шăлан кайăкĕ (= Сăрă шăлан) I
- Семейство Врановые — Corvidae
  - 63. Кедровка — Nucifraga caryocatactes (Linnaeus, I758) — Рункăш (= Кедр кайăкĕ, Ронкăш) IV
  - 64. Кукша — Perisoreus infaustus (Linnaeus, I758) — Ĕшпĕл IV
  - 65. Ореховка европейская — Nucifraga caryocatactes macrorhynchos C.L. Brehm, I823 — Мăйăр кайăкĕ I
- Семейство Крапивниковые — Troglodytidae
  - 66. Крапивник — Troglodytes troglodytes (Linnaeus, I758) — Вĕлтрен тăрри (= Вĕтрен-кайăкĕ, Вĕлтрен-кайăкĕ, Вĕлтрен кайăк — по Ашмарину, 1930) II
- Семейство Славковые — Sylviidae
  - 67. Камышовка дроздовидная — Acrocephalus arundinaceus (Linnaeus, I758) — Сĕлхе евĕрлĕ хăмăш кайăкĕ II
  - 68. Камышовка тростниковая — Acrocephalus scirpaceus (Hermann, I804) — Йаламри хăмăш кайăкĕ II
  - 69. Сверчок обыкновенный — Locustella naevia (Boddaert, I783) — уй шăрчăк кайăкĕ II
- Семейство Синицевые — Paridae
  - 70. Князёк (= Лазоревка белая) — Parus cyanus Pallas, I770 — Кăвак кăсăя I
  - 71. Ремез обыкновенный — Remiz pendulinus (Linnaeus, I758) — Ремез II
- Семейство Овсянковые — Emberizidae
  - 72. Дубровник (= Овсянка-дубровник) — Ocyris aureola Pallas, I773 — Йăлăм шĕпшĕлĕ (= Юманлăх шĕпшĕлĕ) II